# پل ویریلیو
پل ویریلیو (فرانسوی: [viʁiljo]؛ ۴ ژانویه ۱۹۳۲ – ۱۰ سپتامبر ۲۰۱۸) (به انگلیسی Paul Virilio) فیلسوف، و برنامه‌ریز شهری فرانسوی بود. او در سال ۱۹۳۲ در پاریس به دنیا آمد و در سواحل شمالی منطقه بیتانی در فرانسه بزرگ شد. هرچند در هنگام جنگ جهانی دوم ویریلیو جوان تر از آن بود که درگیر جنگ شود، اما جنگ و باقیمانده‌های آن تأثیر عمیقی بر او گذاشت و بخشی از نظریه‌های بعدی او به جنگ اختصاص یافت. او کودکی خود را در شهر نانت و زیر بمباران آلمانی‌ها گذراند و بخشی از زندگی او ه م در شرایطی سپری شده که ارتش آلمان فرانسه را در اشغال داشت. او پیش از روی آوردن به تحصیلات آکادمیک در سوربون به عکاسی و نقاشی علاقه داشت و در دهه ۱۹۶۰ استاد معماری در فرانسه در اکول اسپشیال دآرکیتکچر در پاریس شد عمده نوشتارهای او در مورد سرعت، معماری، جنگ و تکنولوژی است.
ویریلیو برای تبیین چگونگی آشکار شدن جهان بر ما، یا همان پدیدارشناسی بر وجهه‌ای از امور تأکید می‌کند که تا کنون ناشناخته مانده‌است و در این مسیر دچار افراط شده‌است. عمده تمرکز ویریلیو بر سرعت است و او معتقد است که سرعت نقش مهمی در درک ما از جهان دارد و تا جایی پیش می‌رود که معتقد است این سرعت است که جهان را روشن می‌کند. هرچند، سوکال و بریکمون معتقدند او عمداً از مفاهیم فیزیکی به غلط استفاده کرده تا نظریه‌های خود را اثبات کند.
ویریلیو اصطلاح "درومولوژی" (dromology: سرعت شناسی) (بر اساس Dromos، اسم یونان باستان برای مسابقه یا مسیر مسابقه) را برای نشان دادن "منطق سرعت و تاثیر آن" بر زندگی بشر ابداع کرد. درومولوژی، وقتی ساختار جامعه را در رابطه با جنگ و رسانه های مدرن در نظر می گیریم مهم است، زیرا سرعت وقوع یک اتفاق می تواند ماهیت اصلی آن را تغییر دهد و آنچه با سرعت حرکت می کند به سرعت بر چیزی که کندتر است تسلط پیدا می کند. او معتقد بود که تصرف قلمروها در درجه اول، مربوط به قوانین و قراردادها نیست، بلکه قبل از هر چیز موضوع حرکت و سرعت است".

## ترجمه به فارسی
- شهر برون نمایان در کتاب بازاندیشی معماری، گردآوری و ویرایش نیل لیچ، ترجمه سپیده برزگر، نشر فکرنو، 1399.
- هنر و ترس، ترجمه کامران برادررزاز، نشر مانیا هنر، 1398.
- بمب اطلاعات، مؤلف: پل ویریلیو، ناشر: امیرکبیر، مترجمان: کریس ترنر، محمدحسن خطیبی‌بابکی، ویراستار: نازنین برادران، 1393
- پردۀ صحرا: جنگ در سرعت نور، شهناز محمدی (مترجم)، فتاح محمدی (ویراستار)، ناشر: هزاره سوم، 1393